# Montlognon
Montlognon ist eine französische französische Gemeinde mit 206 Einwohnern (Stand: 1. Januar 2022) im Département Oise in der Region Hauts-de-France (vor 2016: Picardie); sie gehört zum Arrondissement Senlis und zum Kanton Nanteuil-le-Haudouin. 

## Geographie
Die Gemeinde Montlognon liegt an der Nonette im Regionalen Naturpark Oise-Pays de France, elf Kilometer südöstlich von Senlis. Umgeben wird Montlognon von den Nachbargemeinden Fontaine-Chaalis im Süden, Westen und Norden, Baron im Norden und Osten sowie Montagny-Sainte-Félicité im Südosten.

## Bevölkerungsentwicklung
| Jahr                       | 1962 | 1968 | 1975 | 1982 | 1990 | 1999 | 2006 | 2013 | 2021 |
| -------------------------- | ---- | ---- | ---- | ---- | ---- | ---- | ---- | ---- | ---- |
| Einwohner                  | 125  | 161  | 211  | 204  | 177  | 236  | 225  | 193  | 204  |
| Quellen: Cassini und INSEE |      |      |      |      |      |      |      |      |      |

## Sehenswürdigkeiten
- Kirche Sainte-Geneviève, um 1775 wieder errichtet

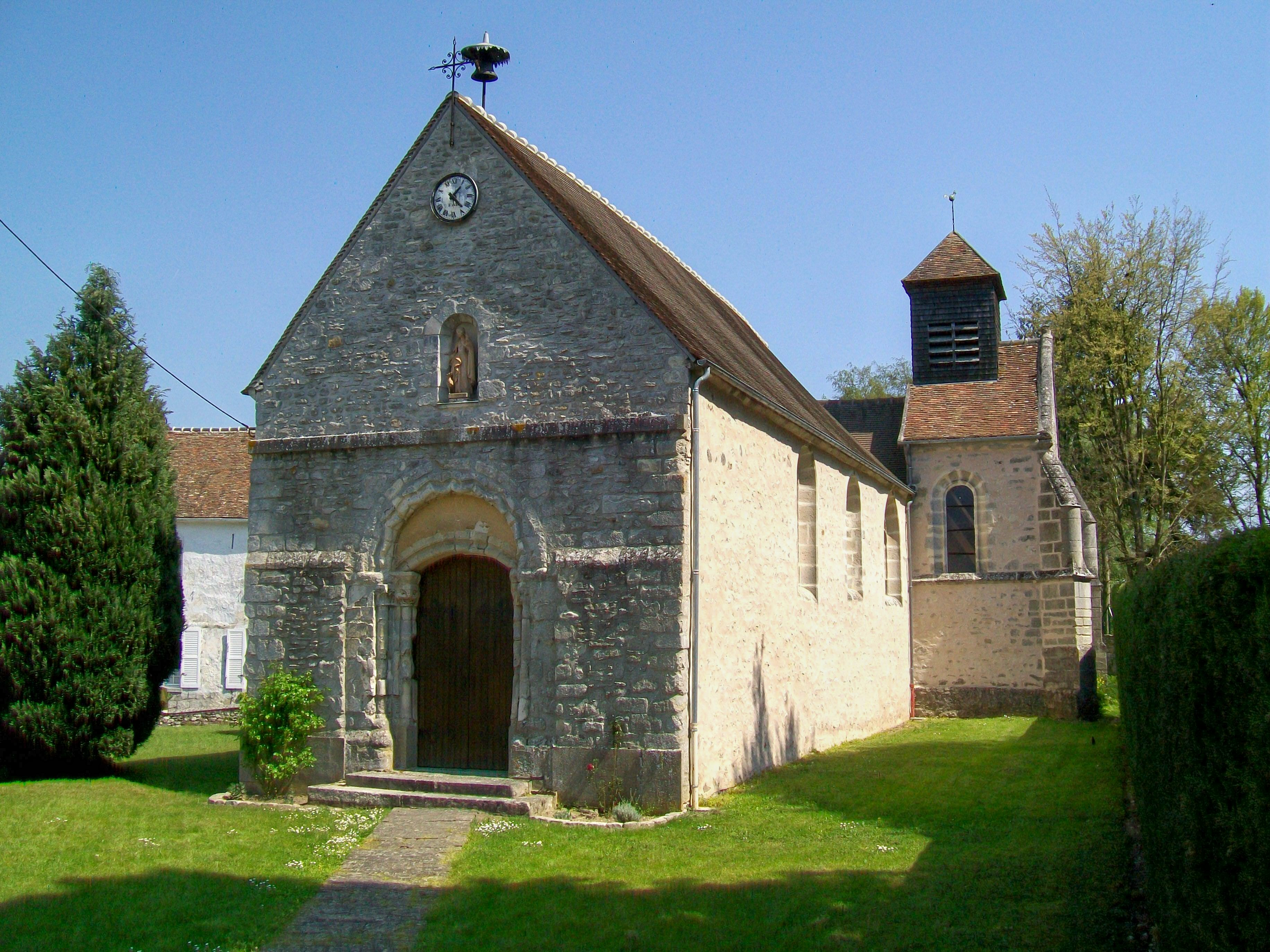
Kirche Sainte-Geneviève
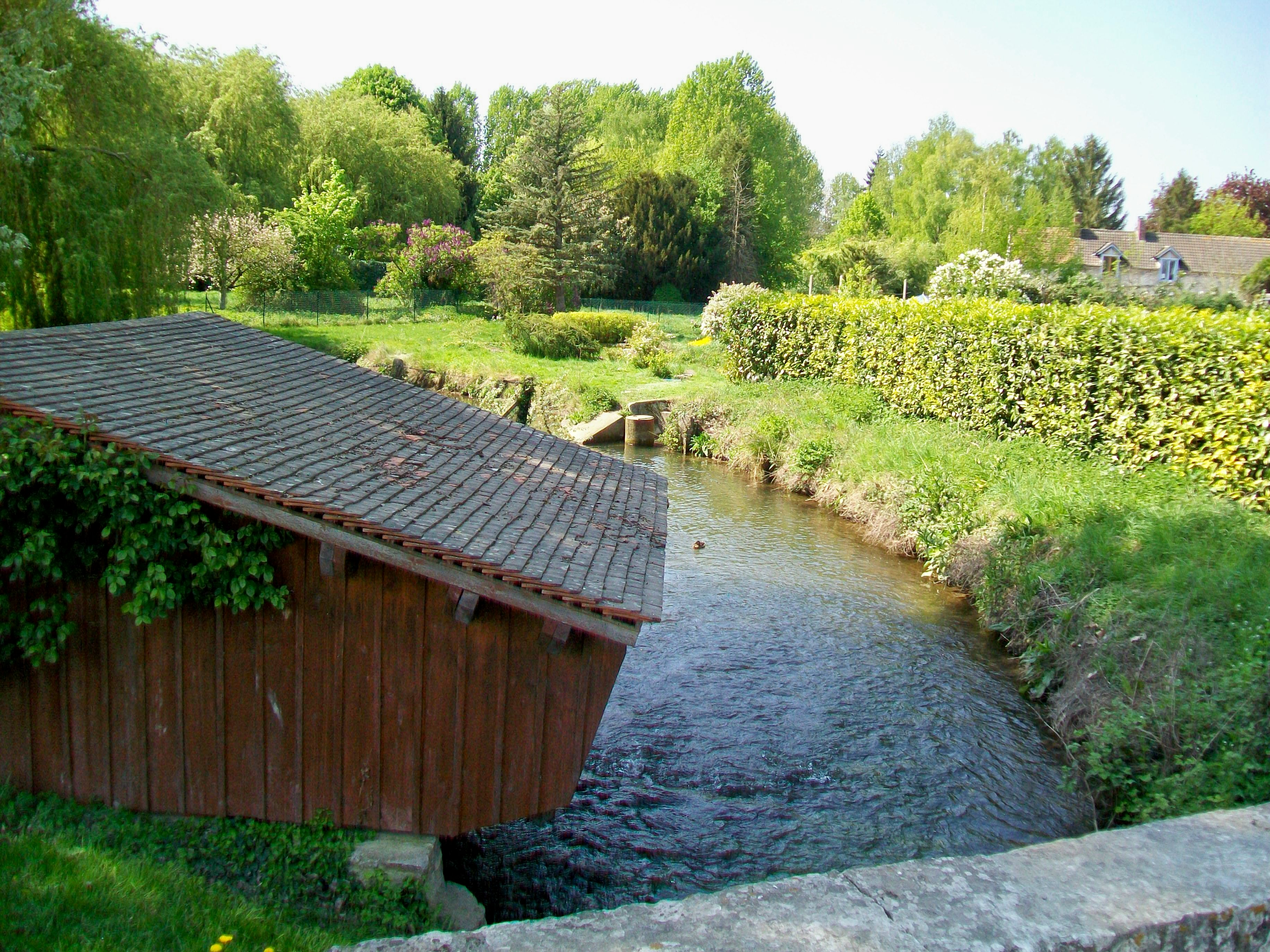
Lavoir
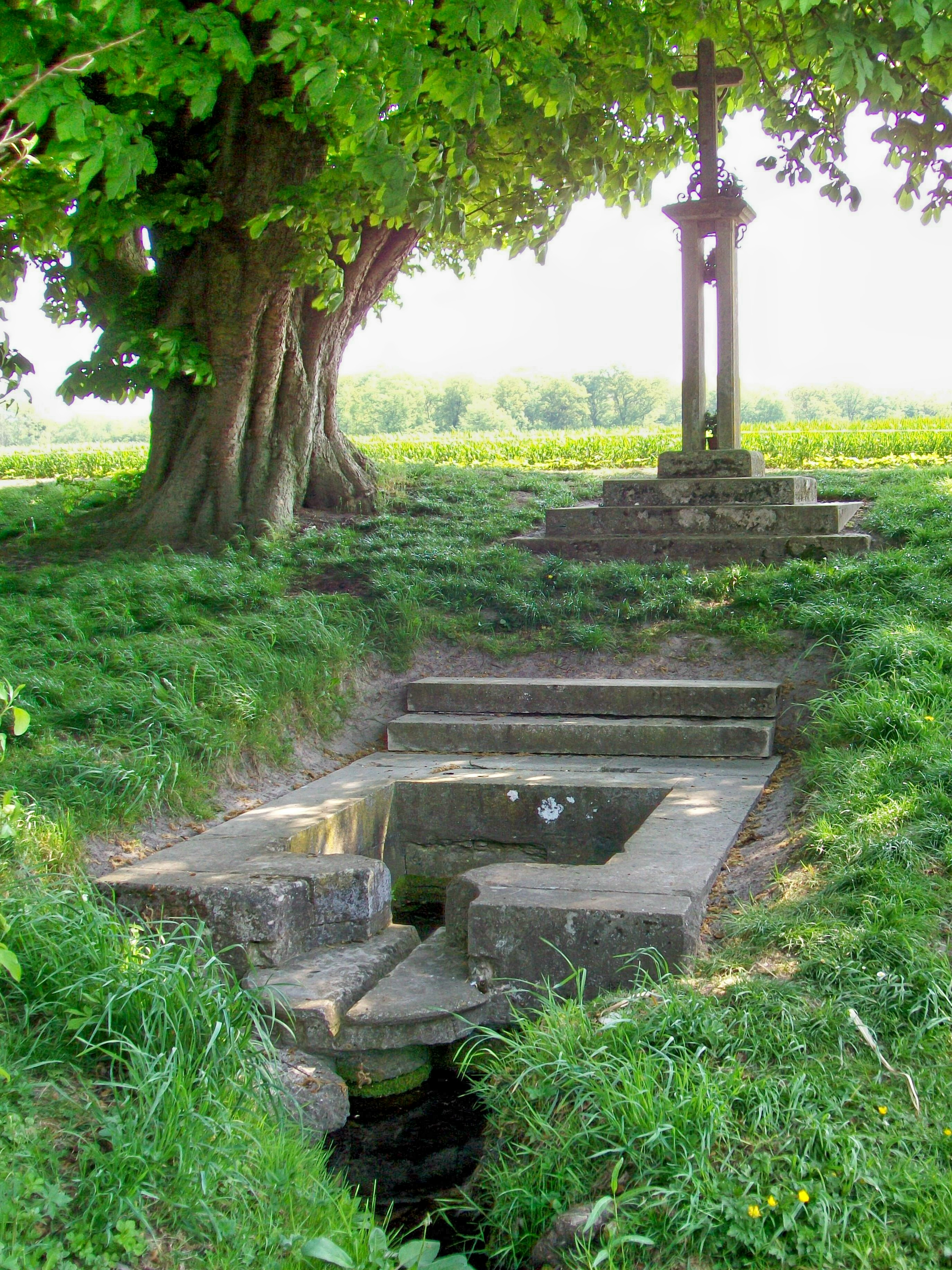
Heilquelle
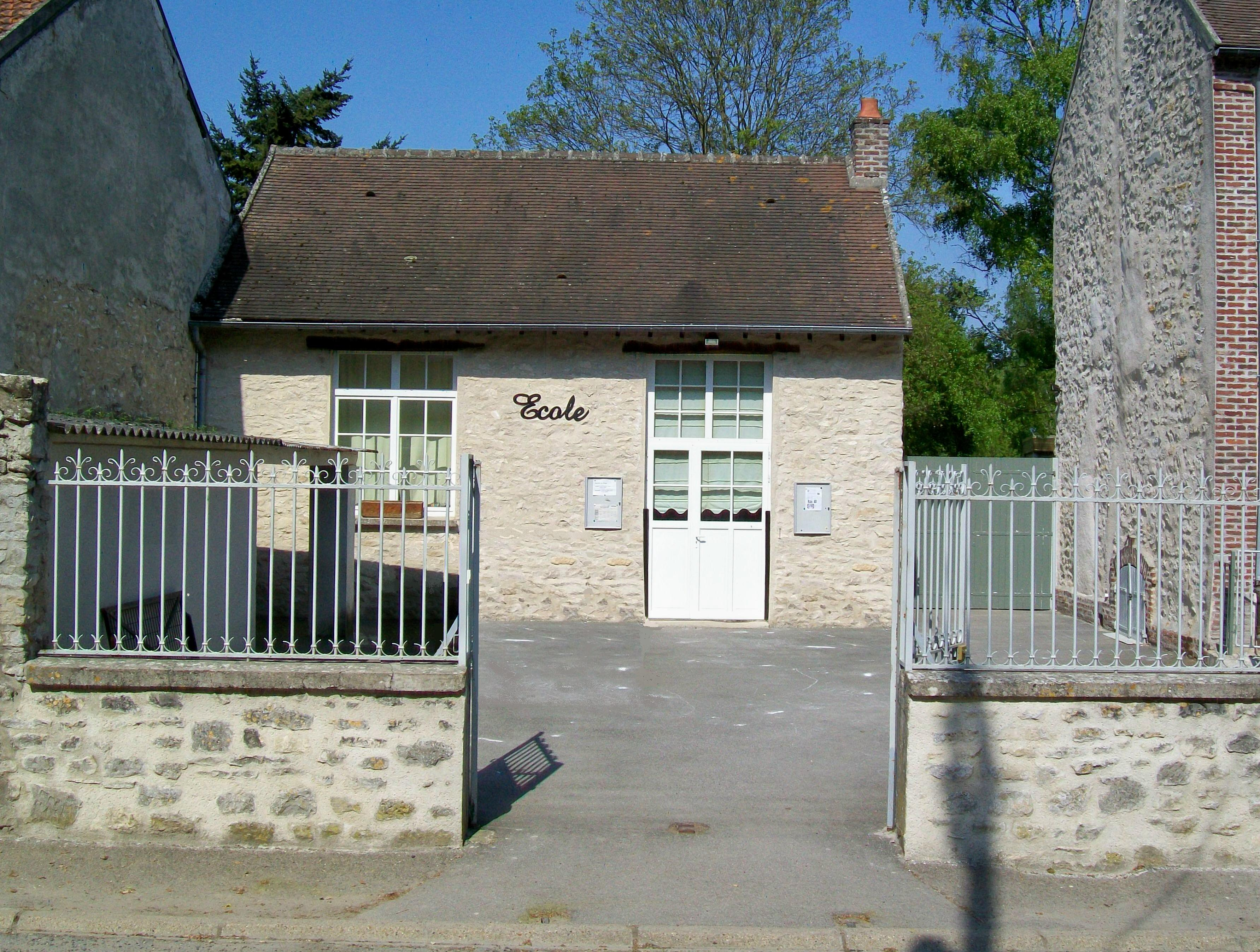
Kindergarten (école maternelle)